# Varva, Ucraina
Varva (în ucraineană Варва) este așezarea de tip urban de reședință a raionului Varva din regiunea Cernihiv, Ucraina. În afara localității principale, mai cuprinde și satul Voskresenske.

## Demografie
Componența lingvistică a așezării de tip urban Varva
     Ucraineană (95,9%)
     Rusă (3,68%)
     Alte limbi (0,32%)
Conform recensământului din 2001, majoritatea populației așezării de tip urban Varva era vorbitoare de ucraineană (95,9%), existând în minoritate și vorbitori de rusă (3,68%).

## Personalități născute aici
- Viktor Mineev (1937 - 2002), pentatlonist olimpic rus;
- Alla Ghilenko (n. 1992), biatlonistă moldoveană.